# ETERNITY〜Love & Songs〜
『ETERNITY 〜Love & Songs〜』（エタニティ ラヴ・アンド・ソングス）は、日本の歌手・倖田來未の1枚目のカバー・アルバムである。2010年10月13日に発売された。

## 解説
アルバムリリースとしては、『KODA KUMI DRIVING HIT'S II』以来となる。
本作はデビュー10周年の一環としてリリースされた自身初となる、企画カバーアルバム。自身が幼少期の頃から馴染みがある歌謡曲を中心に全12曲が選曲されている。
初回プレス生産分のみ、三方背スペシャル・ケース仕様。本作を引っ提げ、初の試みとなる東京と大阪で昼・夜合わせ5公演でビルボードライブ「KODA KUMI "ETERNITY〜Love & Songs〜"at Billboard Live」が行われた。

## 「め組のひと」のリバイバル・ヒットと影響
1983年にリリースされたラッツ&スターの楽曲『め組のひと』のカバーを収録。
本カバー音源のリリースからおよそ、8年後の2018年にソーシャルアプリ「TikTok」にて女子高生が動画を投稿したことで人気に火がつき、音楽配信アプリ「LINE MUSIC」の6月24日付デイリーランキングで1位を獲得。これを契機に各主要配信サイトでも一時期急上昇し、本アルバムもジャンプ・アップする現象が発生した。ソーシャルアプリ「TikTok」では8月時点で、再生回数が7万5千回も突破された。
これらを記念して、同年7月18日には同アプリ音源の高速バージョンが配信された。

## 収録曲
- ()内は、オリジナルアーティスト。

1. TATTOO (中森明菜) - [4:18]
作詞：森由里子
作曲：関根安里
編曲：亀田誠治
2. ラヴ・イズ・オーヴァー (欧陽菲菲) - [5:13]
作詞：伊藤薫
作曲：伊藤薫
編曲：COLDFEET
3. SWEET MEMORIES (松田聖子) - [3:51]
作詞：松本隆
作曲：大村雅朗
編曲：Hiroshi Nakamura
4. 言えないよ (郷ひろみ) - [5:18]
作詞：康珍化
作曲：都志見隆
編曲：Gakushi
5. 0時前のツンデレラ (misono) - [4:35]
作詞：misono
作曲：伊橋成哉
編曲：村田昭
6. め組のひと (ラッツ&スター) - [3:37]
作詞：麻生麗二
作曲：井上大輔
編曲：Alfred "The Angel" Tuoheny
後にPVが製作され、9thアルバム｢Dejavu｣ の初回限定盤DVD(本作とは別アレンジ)に収録されている。
7. BE MY BABY (COMPLEX) - [3:17]
作詞：吉川晃司
作曲：布袋寅泰
編曲：TAZZ
「め組のひと」同様、後にPVが製作され、9thアルバム｢Dejavu｣ の初回限定盤DVD(本作とは別アレンジ) に収録されている。
8. 小さな恋のうた (MONGOL800) - [4:50]
作詞：キヨサク
作曲：MONGOL800
編曲：渡辺善太郎
9. ワインレッドの心 (安全地帯) - [3:56]
作詞：井上陽水
作曲：玉置浩二
編曲：UTA
10. I Love you, SAYONARA (チェッカーズ) - [5:04]
作詞：藤井フミヤ
作曲：大土井裕二
編曲：TANAKA JUN
11. Swallowtail Butterfly 〜あいのうた〜 (YEN TOWN BAND) - [4:44]
作詞：岩井俊二、CHARA、小林武史
作曲：小林武史
編曲：末光篤、弦一徹
12. さよならの向う側 (山口百恵) - [5:18]
作詞：阿木燿子
作曲：宇崎竜童
編曲：h-wonder、弦一徹

## 収録ライブ映像
- TATTO
  - 『KODA KUMI "ETERNITY〜Love & Songs〜"at Billboard Live』
- ラヴ・イズ・オーヴァー
  - 『KODA KUMI LIVE TOUR 2011 〜Dejavu〜』(メドレー)
  - 『KODA KUMI Love & Songs 2022』
- SWEET MEMORIES
  - 『KODA KUMI "ETERNITY〜Love & Songs〜"at Billboard Live』
- 言えないよ
  - 『KODA KUMI LIVE TOUR 2011 〜Dejavu〜』(メドレー)
- 0時前のツンデレラ
  - 『KODA KUMI "ETERNITY〜Love & Songs〜"at Billboard Live』
  - 『KODA KUMI 10th Anniversary 〜FANTASIA〜 in TOKYO DOME』
- め組のひと
  - 『KODA KUMI "ETERNITY〜Love & Songs〜"at Billboard Live』
  - 『KODA KUMI 10th Anniversary 〜FANTASIA〜 in TOKYO DOME』
  - 『a-nation'11』(Love Me Back)
  - 『KODA KUMI LIVE TOUR 2011 〜Dejavu〜』
  - 『KODA KUMI 15th Anniversary LIVE The Artist』
  - 『KODA KUMI LIVE TOUR 2018 -DNA-』
    - 『Koda Kumi Fanclub Tour 〜AND〜 at Zepp DiverCity』(ファンクラブ限定盤)
- BE MY BABY
  - 『KODA KUMI "ETERNITY〜Love & Songs〜"at Billboard Live』
  - 『KODA KUMI 10th Anniversary 〜FANTASIA〜 in TOKYO DOME』
  - 『a-nation'11』(Beach Mix)
  - 『KODA KUMI LIVE TOUR 2011 〜Dejavu〜』
  - 『KODA KUMI LIVE TOUR 2013 〜JAPONESQUE〜』
  - 『Koda Kumi 15th Anniversary Live Tour 2015 〜WALK OF MY LIFE〜』(メドレー)
  - 『KODA KUMI LIVE TOUR 2017 〜W FACE〜』
- 小さな恋のうた
  - 『KODA KUMI "ETERNITY〜Love & Songs〜"at Billboard Live』
  - 『KODA KUMI LIVE TOUR 2011 〜Dejavu〜』
- Swallowtail Butterfly 〜あいのうた〜
  - 『KODA KUMI LIVE TOUR 2011 〜Dejavu〜』(メドレー)
  - 『KODA KUMI Love & Songs 2022』
  - 『billboard classics KODA KUMI Premium Symphonic Concert 2022 @festival hall』(WINGS)
- さよならの向こう側
  - 『KODA KUMI LIVE TOUR 2013 〜JAPONESQUE〜』
  - 『KODA KUMI LIVE TOUR 2019 re(LIVE) 〜JAPONESQUE〜』
    - 『KODA KUMI LIVE TOUR 2019 re(LIVE) -Black Cherry- & -JAPONESQUE-』(ファンクラブ限定盤)
    - 『MY NAME IS...』(ファンクラブ限定盤)